# Albino (Rapper)

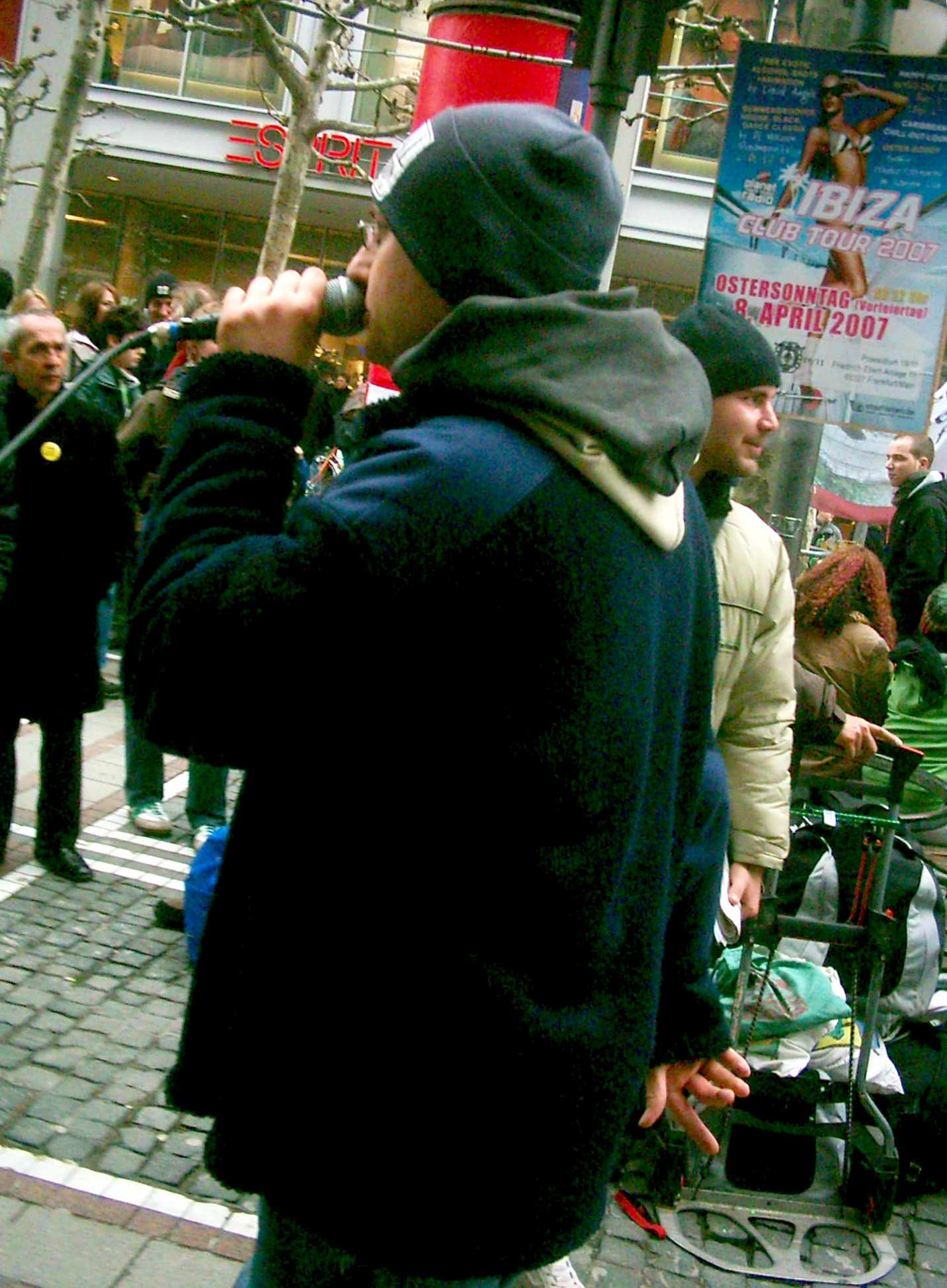
Albino bei einem öffentlichen Auftritt in Frankfurt

Albino (* 17. Dezember 1974 in Lübeck; bürgerlich Matthias Albrecht) ist ein deutscher Rapper, der neben seiner Musikkarriere auch als Aktivist der Tierrechtsbewegung in Erscheinung tritt. Bislang veröffentlichte er sechs Solo- und fünf Kollaborationsalben. Seit Mitte der 2000er erreichte sein musikalisches Wirken zunehmend die Aufmerksamkeit szeneinterner Medien, zuletzt 2018 im Zusammenhang mit den politischen Protesten um den Hambacher Forst.

## Musik

### Karriere
1996 nahm er mit Lübeck, das den Lübecker Brandanschlag thematisiert, sein erstes Lied in den Heidelberger Piemont Studios auf. 1998 veröffentlichte er mit der EP Lyrischer Widerstand seine erste CD, sein Debütalbum „Vertuscht & Verschleiert“ erschien 2000. Bis zum heutigen Tage sind sechs Soloalben, sechs Kollaboalben sowie drei EPs und eine Vinyl Maxi erschienen. Musikalisch ist er für seine Vorliebe für klassische und häufig melancholische Samples bekannt. Zu seinen musikalischen Vorbildern zählen unter anderem Advanced Chemistry und IAM. Im Januar 2018 erschien ein gemeinsames Album mit Master Al Deus Ex Machina. Am 29. Februar 2020 erschien Albino's sechstes Soloalbum Boom Bap. Revolution. One.

### Stil
Stilistisch sind die Texte Albinos dem Conscious Rap zuzuordnen. Musikalisch ist Albino ein Vertreter des Boom bap. Albino beschreibt seine Musik als authentisch und progressiv. Während seine Texte anfangs hauptsächlich politisch beeinflusst waren, wurden in ihnen später auch persönliche Einflüsse verarbeitet. Außerdem nimmt er in seinen Texten oftmals Bezug zu Rudi Dutschke.
In den Songtexten geht es oft um Tierrechte und Speziesismus  (Ohne Rechte, Kein Frieden, Unbegreifbar, Jetzt ist genug), aber auch sozialkritische und ökologische Themen werden wiederholt behandelt (Tatort Bonn, Selbstmord, Deshalb, Wintertraum). Selbstreflexion ist ebenfalls in vielen Stücken Gegenstand (Gutes Gefühl?, An alle, Vogelfrei, Die Ruhe vor dem Sturm).

## Engagement für Tierrechte
Albino ist seit 1993 Vegetarier und seit 1999 Veganer. 1999 schrieb er mit Ohne Rechte erstmals ein Stück, das sich mit Tierrechten befasst. 2000 begann sein Engagement in der Tierrechtsszene. So war er Gründungsmitglied der mittlerweile aufgelösten „TiBIK“ (Tierbefreiungsinitiative Kiel), einer in Kiel ansässigen Tierrechtsgruppe.
Er unterstützt auch oft Tierrechts-Demonstrationen musikalisch. Medial trat Albino im Kontext der Diskussion um das Mensch-Tier Verhältnis in der Arte-Sendung Tracks im Jahr 2006 in Erscheinung und wurde im Titelthema des Stern (04/2011) benannt und zitiert.

## Diskografie
Alben
- 2000: Vertuscht & Verschleiert
- 2002: Vogelfrei
- 2006: Überlebenstraining
- 2012: Natura Libera
- 2013: Anderland
- 2020: Boom Bap. Revolution. One.

Kollaboalben
- 2005: Echolot (mit Nesti unter dem Namen Syndikat)
- 2008: 88 Is Great (mit Mad Cap unter dem Namen Plan 88)
- 2010: Im Augenblick (mit Callya)
- 2015: Planet der Klassen (mit Holger Burner)
- 2018: Deus Ex Macina (mit Master Al)
- 2022: Die Rückkehr des Deus Ex Macina (mit Master Al)

EPs
- 1998: Lyrischer Widerstand
- 2005: Kein Frieden
- 2010: Gehversuche (Online-EP)[11]

Singles
- 1999 Heartcore
- 2003: § 129 (mit Mad Cap, nur als Maxi-CD)[12]
- 2011 Der Wind weht / Rebelshit (Online Single mit Callya)[13]